# Lijst van nominaties voor de Grootste Belg (RTBF)
Dit is een lijst van nominaties voor de verkiezing van De Grootste Belg van de Franstalige zender RTBF.

## Top 10
De top-tien van grootste Belgen werd:
- Jacques Brel
- Koning Boudewijn
- Pater Damiaan
- Eddy Merckx
- Zuster Emmanuelle
- José van Dam
- Benoît Poelvoorde
- Hergé
- René Magritte
- Georges Simenon

## 11 tot 100
11. Paul-Henri Spaak (1899–1972)

12. Koning Albert I (1875–1934)

13. Koning Leopold II (1835–1909)

14. Justine Henin (1982–)

15. Ernest Solvay (1838–1922)

16. Victor Horta (1861–1947)

17. Godfried van Bouillon (1059–1100)

18. André Franquin (1924–1997)

19. Andreas Vesalius (1514–1564)

20. Adolphe Sax (1814–1894)

21. Peter Paul Rubens (1577–1640)

22. Philippe Geluck (1954–)

23. Zénobe Gramme (1826–1901)

24. Raymond Goethals (1921–2004)

25. Jean-Pierre en Luc Dardenne (1954/1951–)

26. Annie Cordy (1928–)

27. Marguerite Yourcenar (1903–1987)

28. Amélie Nothomb (1966–)

29. Dirk Frimout (1941–)

30. André Ernest Modeste Grétry (1741–1813)

31. Jacky Ickx (1945–)

32. Luc Varenne (1914–2002)

33. Peyo (1928–1992)

34. Salvatore Adamo (1943–)

35. Maurice Grevisse (1895–1980)

36. Koning Albert II (1934–)

37. Jules Bordet (1870–1961)

38. Koning Leopold I (1790–1865)

39. Stéphane Steeman (1933–2015)

40. Eugène Saye (1858–1931)

41. John Cockerill (1790–1840)

42. Maurane (1960–2018)

43. Émilie Dequenne (1981–)

44. Toots Thielemans (1922–2016)

45. Maurice Carême (1899–1978)

46. Haroun Tazieff (1914–1998)

47. Gerard Mercator (1512–1594)

48. Edith Cavell (1865–1915)

49. Koningin Fabiola (1928–2014)

50. Ambiorix (1e eeuw v.Chr.)

51. Pierre Rapsat (1948–2002)

52. Albert Frère (1926–2018)

53. Christine Ockrent (1944–)

54. Gerard Mortier (1943–2014)

55. Paul Delvaux (1897–1994)

56. Olivier Strelli (1946–)

57. Jules Delhaize (1829–1858)

58. Pieter Bruegel de Oude (1525–1569)

59. César Franck (1822–1890)

60. Franco Dragone (1952–)

61. Jaco Van Dormael (1957–)

62. André Delvaux (1926–2002)

63. Jules Destrée (1863–1936)

64. Koningin Elisabeth (1876–1965)

65. Christiane Lenain (1935–1999)

66. Kim Clijsters (1983–)

67. Emile Verhaeren (1855–1916)

68. Koningin Astrid (1905–1935)

69. Gérard Corbiau (1941–)

70. Père Pire (1910–1969)

71. Jean-Michel Folon (1934–2005)

72. Ilya Prigogine (1917–2003)

73. Pierre Bartholomée (1937–)

74. Lise Thiry (1921–)

75. Jules Bastin (1933–1996)

76. Django Reinhardt (1910–1953)

77. Henri Vernes (1918–)

78. Georges Lemaître (1894–1966)

79. Morris (1923–2001)

80. Maurice Maeterlinck (1862–1949)

81. Filip van België (1960–)

82. Paul Vanden Boeynants (1919–2001)

83. Arno (1949–)

84. Elvis Pompilio (1961–)

85. Gabrielle Petit (1893–1915)

86. Jean-Joseph Charlier (1794–1866)

87. Emile Vandervelde (1866–1938)

88. Isabelle Gatti de Gamond (1839–1905)

89. Gaston Eyskens (1905–1988)

90. Godfried Danneels (1933–2019)

91. James Ensor (1860–1949)

92. André Renard (1911–1962)

93. François Bovesse (1890–1944)

94. Pierre Kroll (1958–)

95. Arlette Vincent (1932–)

96. Gustave Boël (1837–1912)

97. Paule Herreman (1919–1991)

98. Edgar P. Jacobs (1904–1987)

99. Jean Neuhaus (1877–1953)

100. Jean Roba (1930–2006)